# Flor de sol
La flor de sol és un fenomen lumínic que tan sols passa dos dies l'any i es pot veure des de la plaça de l'església de Santa Maria del Vilar, i consisteix a veure la posta de sol a través de la 'Roca Foradada' de Montserrat. Mentre l'astre desapareix rere la muntanya, durant uns minuts, la llum es filtra pel forat i crea un espectacle lumínic que recorda una flor.